# Hercynische orogenese

Ligging van de Hercynische en Alleghenische gebergtegordel in het midden van het Carboon. Huidige kustlijnen zijn in grijs aangegeven ter oriëntatie.

De Hercynische, Varistische of Variscische orogenese of plooiing was een fase van gebergtevorming (een "orogenese") gedurende het Laat-Paleozoïcum, die herkend wordt in oudere gesteenten in de ondergrond van Midden- en Zuid-Europa en Noord-Afrika. De actieve orogenese strekte zich uit over een tijdsspanne van ongeveer 90 miljoen jaar, ruwweg van 390 tot 300 miljoen jaar geleden (Ma). De belangrijkste fases waren aan het eind van het Carboon, ongeveer 300 miljoen jaar geleden.
De Hercynische orogenese werd veroorzaakt door het naar elkaar toe bewegen van de paleocontinenten Gondwana en Euramerika (het huidige Noord-Amerika samen met Midden- en Noord-Europa). Tussen de twee paleocontinenten bevonden zich een aantal kleinere terreinen/microcontinenten, die in fasen met Euramerika collideerden. Ten slotte botste Gondwana zelf op Euramerika, waarmee het supercontinent Pangea gevormd werd.
De Hercynische orogenese zorgde dat Noord-Europa (het oude Baltische schild) en Centraal-Europa (voornamelijk bestaande uit de kleinere, geaccretiseerde terreinen en stukken Gondwana) aan elkaar vast kwamen te liggen. Het is met de Caledonische en Alpiene orogeneses een van de drie belangrijke fasen in het ontstaan van het huidige continent Europa.

## Naamgeving
Voor deze orogenese bestaan twee verschillende namen, Variscisch (of Varistisch) en Hercynisch, een overblijfsel uit de 18e-eeuwse Duitse literatuur. Variscisch is afgeleid van het Latijnse Variscia, een streek in het hedendaagse Duitsland (tegenwoordig het Vogtland), die weer genoemd is naar een oude Germaanse stam, de Varisci. Deze naam werd gegeven aan structuren met strekkingen van noordoost naar zuidwest. Hercynisch is afgeleid van de Harz, een gebergte in Midden-Duitsland. Deze naam werd gegeven aan structuren die van zuidoost naar noordwest strekten. De naam werd in 1880 door de Oostenrijkse geoloog Eduard Suess ingevoerd.
Tegenwoordig worden de twee namen als synoniemen gezien. Hercynisch wordt voornamelijk in Noord-Europa gebruikt, Variscisch meer in Zuid-Europa. Variscisch wordt soms ook voor een bepaalde korte tektonische fase gebruikt in plaats van voor de hele periode van gebergtevorming.
De Hercynische orogenese komt overeen met de Alleghenische orogenese in Noord-Amerika. De namen van de orogeneses werden bedacht toen nog niet bekend was dat Noord-Amerika en Europa ooit aan elkaar vast zaten. Noord-Amerika vormde de westelijke helft van Euramerika, waar Gondwana direct op Euramerika botste.

## Plaattektonische beschrijving
Het rond de zuidpool gelegen paleocontinent Gondwana bewoog vanaf het Ordovicium langzaam noordwaarts richting de continenten die tijdens de Caledonische orogenese samen het paleocontinent Euramerika vormden. Stapsgewijs braken een serie kleinere stukken continentale korst, zogenaamde microcontinenten, van Gondwana af. Deze terreinen bewogen voor Gondwana uit naar het noorden om daar in verschillende fasen met Euramerika te collideren.
De microcontinenten/terreinen Avalonia en Armorica (in het oosten Barrandia) voegden zich aan het begin van het Devoon (rond 400 Ma) bij Euramerika. Deze tektonische fases worden nog tot de Caledonische orogenese gerekend (in Noord-Amerika tot de Acadische orogenese). Ze vormden rond 370 Ma (Laat-Devoon) de zuidelijke rand van Euramerika. Onder deze rand subduceerde oceanische lithosfeer van de Massif Centraloceaan, een waarschijnlijk redelijk smal oceanisch bekken tussen Armorica en het Aquitaans-Cantabrisch terrein, een ander microcontinent. Er vormde zich een gebergte langs de zuidelijke rand van Euramerika. Dit wordt de Ligerische fase genoemd, de ligerische cordillera liep door het midden van Frankrijk en Bretagne en door delen van het Iberisch Schiereiland. Tegelijkertijd ontwikkelden zich ten noorden hiervan twee backarc basins, het Rhenohercynisch Bekken en het Armoricaans/Saxothuringisch Bekken.
De Ligerische cordillera bleef geologisch gezien niet lang actief, want tussen het Emsien en Givetien (405 tot 385 miljoen jaar geleden) voegde het Aquitaans-Cantabrisch terrein zich vanuit het zuidwesten bij Euramerika.
Omdat er sprake was van twee fronten ontstond een breed, grofweg van oost naar west lopend orogeen. Het Hercynisch/Alleghenische gebergte strekte zich uit van de zuidwestelijke Appalachen tot de rand van het Dnjepr-Donjetsbekken in Oekraïne. Verder naar het oosten kwamen Gondwana en Euramerika niet bij elkaar maar bevond zich de Paleo-Tethysoceaan tussen de twee in.

## Hercynische massieven

De ligging van de belangrijkste Hercynische structuren in Europa. De positie van het Iberisch Schiereiland, Corsica en Sardinië is zoals oorspronkelijk na de orogenese (in het Perm) het geval was.

Hoewel de Hercynische orogenese zo lang geleden was dat alle gevormde bergketens door erosie verdwenen zijn, zijn tijdens de orogenese gevormde structuren zichtbaar op plaatsen waar gesteenten dagzomen die tijdens de orogenese gedeformeerd werden. Dit zijn in principe alle gesteenten ouder dan het Perm. Plekken waar deze gesteenten aan het oppervlak liggen worden Hercynische massieven genoemd. In het landschap vormen deze massieven meestal afgevlakte gebergten. 
Meestal worden Hercynische gesteenten echter bedekt door jongere gesteenten. Op andere plaatsen zijn de Hercynische gesteenten geïntrudeerd door stollingsgesteenten met een jongere ouderdom, met name uit het Perm, Tertiair en Kwartair.
Gebieden waar Hercynische massieven dagzomen:
- Noord- en Oost-Portugal en Noordwest-Spanje
- Zuidwest-Ierland en Engeland
- Bretagne, de Vogezen, het Centraal Massief in Frankrijk
- Ardennen in België
- Eifel, Harz en het Zwarte Woud in Duitsland
- het Boheems massief in Tsjechië
- Sardinië en Corsica

### Midden-Europa

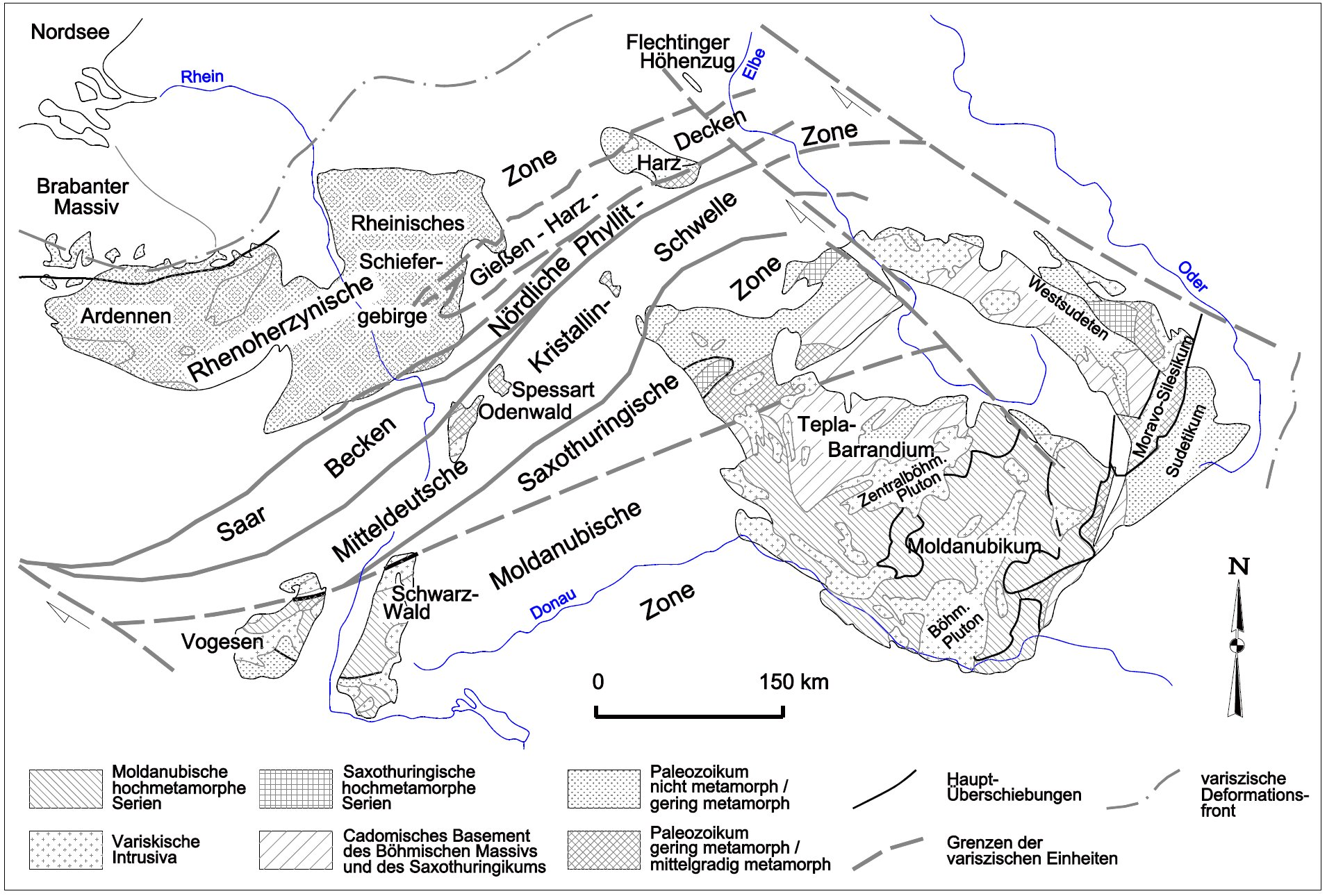
Overzicht van Hercynische structuren en massieven in Midden-Europa

Het Hercynische orogeen kan in zones worden opgedeeld, die van elkaar gescheiden worden door grote suturen of breukzones. In Midden-Europa zijn vier zulke zones te onderscheiden. De noordelijkste van deze zones, de Rhenohercynische zone (of het Rhenohercynicum), bestaat uit licht metamorfe sedimenten, die in het Devoon en vroege Carboon werden afgezet in het oceanische Rhenohercynisch Bekken. Deze zone beslaat de massieven van de Ardennen, de Eifel, de Taunus en Hunsrück en Harz. In het noorden grenst deze zone aan het Londen-Brabantmassief, dat niet of nauwelijks sporen van de Hercynische orogenese draagt. Het Rhenohercynicum is noordwaarts over dit massief heen geschoven, deze overschuivingszone is bijvoorbeeld in België te zien, waar hij de Faille du Midi wordt genoemd.
Ten zuiden van de Rhenohercynische zone ligt de Saxothuringische zone (of het Saxothuringicum). Ook deze zone bestaat uit gemetamorfoseerde sedimenten uit een diep bekken (het Saxothuringisch Bekken), die noordwaarts over het Rhenohercynicum geschoven zijn. Het Saxothuringisch Bekken gaat in het westen van Frankrijk over in het Armoricaans Bekken, waar soms de naam Noord-Bretonse zone gebruikt wordt.
Ten zuiden van de Saxothuringische zone ligt de Moldanubische zone (of het Moldanubicum), dat bestaat uit hoog metamorfe gesteenten. Het Moldanibicum is in het zuiden over de Moravo-Silesische zone geschoven, in het noorden over het Saxothuringicum. De Moravo-Silesische zone dagzoomt in het Boheems Massief, maar in het zuiden van Duitsland liggen tegen het Moldanubicum direct de jonge Tertiaire sedimenten van het Molassebekken ten noorden van de Alpen.

### Iberisch Schiereiland
In Spanje en Portugal wordt het Hercynicum in drie belangrijke zones verdeeld. De Centraal-Iberische zone, die het gehele noorden en westen van het Iberisch Schiereiland beslaat, de hoog-metamorfe Osena-Morenazone van Midden-Portugal, Extremadura en het noordwesten van Andalusië en de Zuid-Portugese zone, die het zuiden van Portugal bevat. Deze zones zijn waarschijnlijk via een grote boog aan de Centraal-Europese zonering te koppelen, waarbij de Osena-Morenazone wordt gezien als het equivalent van de Moldanubische zone in Centraal-Europa.